# 蕭姓
蕭姓是漢姓之一，在《百家姓》排名第99位。

## 起源
- 來自子姓，以國為名氏。据《風俗通義》及《元和姓纂》所載，周代宋國微子之後，萧叔大心有功，封於蕭，成為宋的附庸小國。故址在今安徽省蕭縣西北。公元前597年被楚國所破。子孫以國為氏，在魏晉南北朝時先後建立南齊和南梁二個朝代。
- 外族或他姓改姓。蕭氏是契丹蕭氏顯赫一族，遼朝歷代皇后和妃嬪皆為蕭氏。契丹蕭氏在遼朝極有權勢，王侯將相滿朝。由於遼太祖耶律阿保機本人羨慕蕭何輔助劉邦的典故，於是將拔里氏、乙室氏賜姓蕭氏[1]。遼太宗耶律德光將述律氏（回鶻姓氏）賜姓蕭氏。另一位著名的承天皇后蕭绰家族则是由拔里氏賜姓蕭姓。

## 「肖姓」問題
《漢字簡化方案草案》中，把「蕭」用俗寫「肖」代替，後來《漢字簡化方案》沒有採用。當時上海《文藝報》副總編輯蕭乾，報紙將他名字印作「肖干」。據說他很不滿，批評簡化字，因此在反右運動中被打成右派。
1960年起，中国大陆提出的《第二次汉字简化方案（草案）》，在“二简字”中，“萧”的所有义项都被合并到“肖”字，从而很多萧姓人口被改为肖姓，但實際上到1977年12月20日有關方案才實施，到1986年二简字被正式废除，但改为肖姓的萧姓族人很多并未恢复原姓。根據《简化字总表》規定「蕭」簡化作「萧」，中国大陆权威的《现代汉语词典》已经将肖姓从萧姓单列了出来。根據2013年頒布之通用規範漢字表附件1－規範字與繁體字、異體字對照表，規範字2216「蕭」只對應「萧」一個簡化字，而「肖」並非對應「蕭」之簡化字，因此不要把「肖」寫成對應「蕭」之其中一個簡化字。
大陆地区目前萧姓族人的身分證登记有的使用「萧」字，有的使用「肖」字。大陆一些「肖」姓者要求恢复使用「萧」姓，近來在台灣「中華蕭氏宗親會」的奔走下，大陸已同意部分人作此修改，目前已有福建廈門兩名蕭姓市民取得新的「萧」姓身份證。但亦有說指中國原來就有「肖姓」，但與「蕭姓」的源流不同，最早为明代万历年间凌迪知的《万姓统谱》卷103載：“肖：汉，肖安固。肖始、肖玉、肖雩、肖同（俱陈留人，见《印薮》）。明，肖靖，襄城人，宣德中解元。”。但除此之外，肖姓在70年代前極少見諸記載，是稀有姓氏，而且依據韻書“肖”非多音字，只有去聲私妙切一讀（ㄒㄧㄠˋ）；目前讀ㄒㄧㄠ的肖姓人士，幾乎都是文革的二簡字推行時期（時值中國戶籍制度完善時期）“蕭”姓簡化而來。

## 参看
- 兰陵萧氏
- 肖姓

## 延伸阅读
[在维基数据编辑]
 《百家姓》
 《欽定古今圖書集成·明倫彙編·氏族典·蕭姓部》，出自《于伊》